# 怀安乡 (华池县)
怀安乡，是中华人民共和国甘肃省庆阳市华池县下辖的一个乡镇级行政单位。

## 行政区划
怀安乡下辖以下地区：
怀安村、杨坪村、糖坊咀村、坪庄村、宋咀子村、杨西掌村、小城子村和丰阳渠村。